# Ваката (книгознавство)
Вака́та, вака́т, рідше вока́та (від лат. vacat — є вільним, пустує; фр. vacant — порожній, вільний) — елемент книги, чиста сторінка, що не містить ні тексту, ні ілюстрацій.
Вакату використовують з композиційно-ритмічною метою у видавничому оформленні для відокремлення розділів, окремих творів у збірнику, альманаху тощо. Інколи вакат це зворот титульного аркуша або шмуцтитулу.